# Astronesthes gibbsi
Astronesthes gibbsi es una especie de pez de la familia Stomiidae en el orden de los Stomiiformes.

## Morfología
• Los machos pueden llegar alcanzar los 7,1 cm de longitud total.

## Hábitat
Es un pez de mar y de aguas  tropicales que vive hasta 60 m de profundidad.

## Distribución geográfica
Se encuentra en el Pacífico oriental.